# Paraboloid

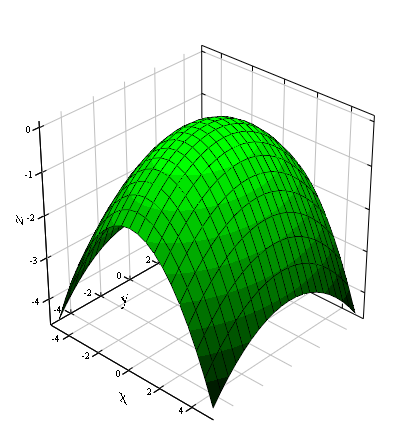
Paraboloid

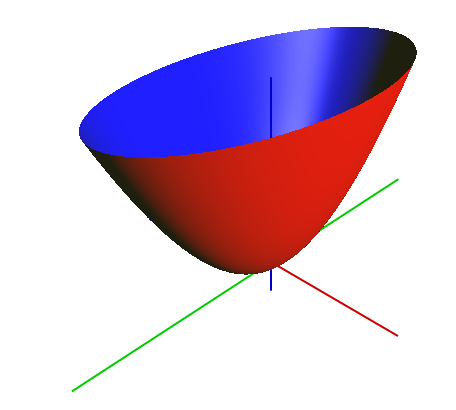
Paraboloid

Paraboloidul este o suprafață cuadrică. Secțiunile sale plane (intersecția paraboloidului cu un plan oarecare) pot fi elipse sau hiperbole, de unde și clasificarea; paraboloizi eliptici și paraboloizi hiperbolici.
O caracteristică a paraboloidului este și faptul că nu are un centru de simetrie.

## Paraboloid eliptic

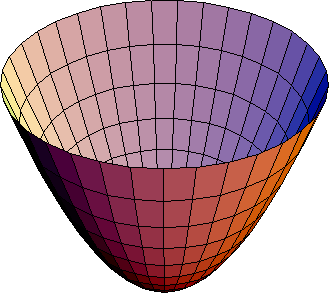
Paraboloid eliptic (circular)

Un paraboloid este eliptic dacă secțiunile perpendiculare pe axa sa de simetrie sunt elipse.
Într-un sistem de referință tridimensional cu originea în vârful paraboloidului, ecuația sa este de forma:
{\displaystyle \left({\frac {x}{a}}\right)^{2}+\left({\frac {y}{b}}\right)^{2}-z=0}
În cazul particular {\displaystyle a=b}, paraboloidul eliptic se numește „paraboloid circular” sau „paraboloid de rotație”.
Formula volumuluii unui corp format dintr-un paraboloid eliptic circular mărginit de un plan perpendicular pe axa de simetrie este:
{\displaystyle V=1/2\pi \cdot b^{2}\cdot a}

unde a este lungimea axei de simetrie de la vârful paraboloidului până la planul bazei, iar b este raza cercului de intersecție a paraboloidului cu  planul bazei.

## Paraboloid hiperbolic

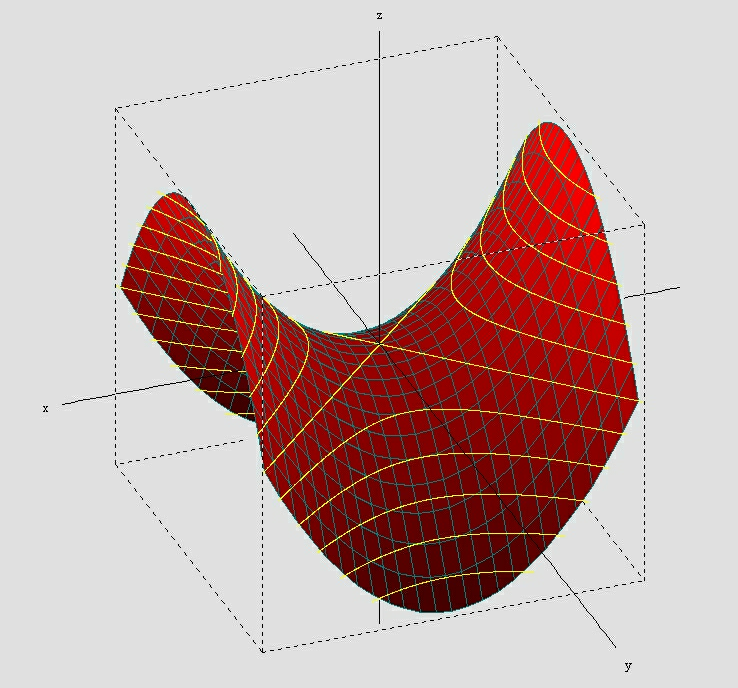
Paraboloid hiperbolic

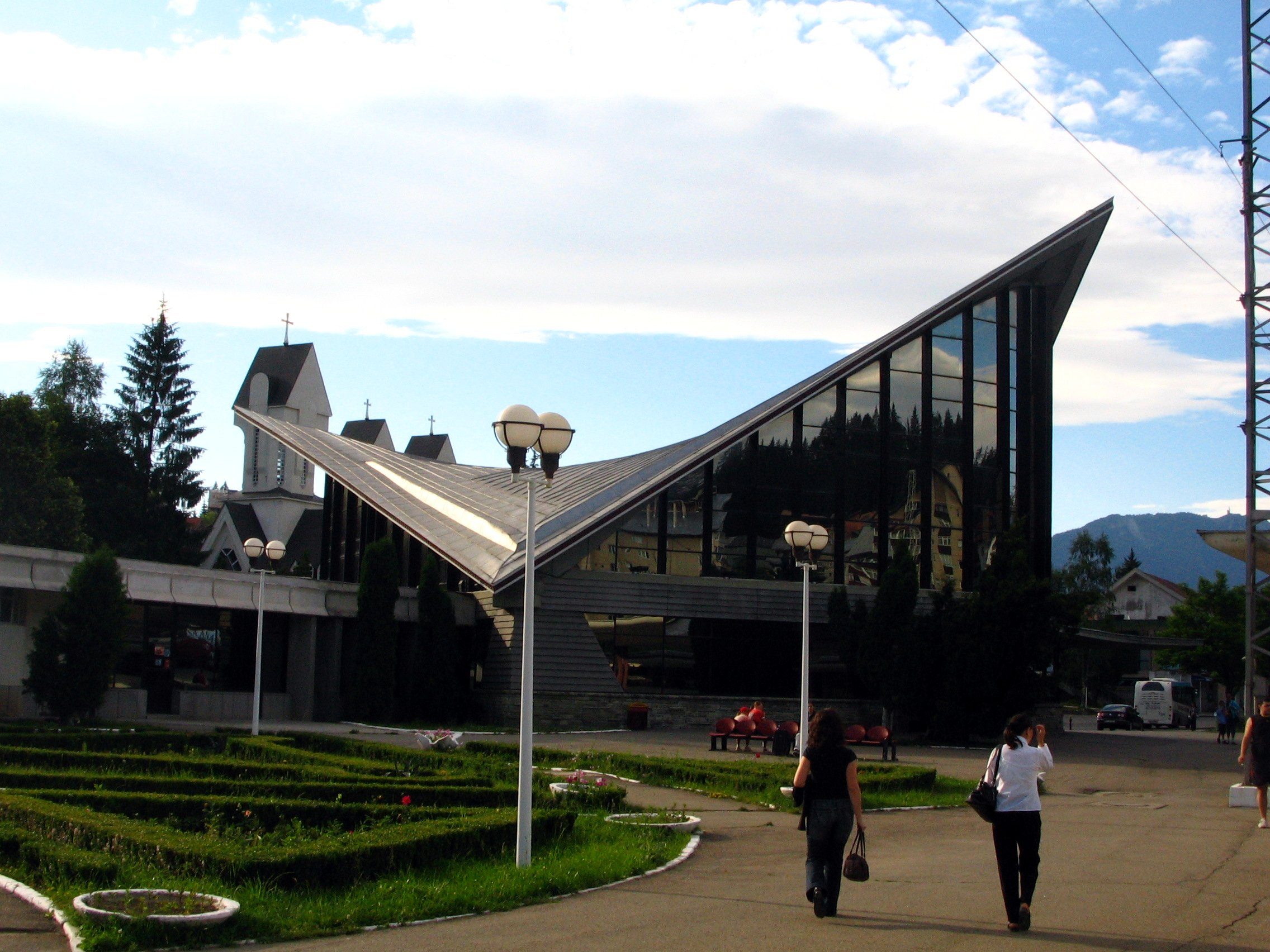
Acoperișul gării din Predeal, în formă de paraboloid hiperbolic

Într-un sistem de referință tridimensional potrivit ales, ecuația paraboloidului hiperbolic este de forma:
Forma particulară a acestei suprafețe i-a adus supranumele „șa de cal”, sau „șa de călărie”. În ilustrația alăturată, este reprezentată, pentru {\displaystyle x} și {\displaystyle y} cuprinse între –1 și 1, suprafața de ecuație {\displaystyle z=x^{2}-y^{2}\,\!}.
Se pot observa hiperbolele „orizontale” (cu galben) care degenerează în drepte secante pentru {\displaystyle z=0\,\!}, și parabolele „verticale” (cu violet).